# Hrabstwo Ouachita

Piramida wieku hrabstwa

Hrabstwo Ouachita – hrabstwo w USA, w stanie Arkansas. Według danych z 2010 roku, hrabstwo zamieszkiwało 26 120 osób.

## Miejscowości
- Bearden
- Camden (siedziba i największe miasto)
- Chidester
- East Camden
- Louann
- Stephens

## Sąsiednie hrabstwa
- Hrabstwo Dallas (północ)
- Hrabstwo Calhoun (wschód)
- Hrabstwo Union (południe)
- Hrabstwo Columbia (południowy zachód)
- Hrabstwo Nevada (zachód)
- Hrabstwo Clark (północny zachód)

## Religia
W 2010 roku, 90,7% populacji hrabstwa jest członkami kościołów protestanckich, głównie:
- baptystów – 47,9%,
- metodystów – 21%,
- zielonoświątkowców – 11,3% (najwyższy odsetek w stanie Arkansas)[2],
- bezdenominacyjnych – 5,5%,
- campbellitów – 3,0%,
- prezbiterian – 1,6%.

Do innych zauważalnych ugrupowań należą: mormoni (0,66%), katolicy (0,38%) i świadkowie Jehowy (1 zbór).